# Alberto Di Stasio
Alberto Di Stasio, né à Naples (Italie) le 26 mai 1950, est un acteur italien.

## Filmographie

### Au cinéma
- 1985 : Berenice : Matteo
- 1985 : Mamma Ebe
- 1986 : La signora della notte : Ettore
- 1986 : Il mostro di Firenze
- 1986 : Le Diable au corps (Diavolo in corpo) : professeur Raimondi
- 1988 : Smeraldina liberata
- 1990 : La scommessa
- 1992 : Ordinaria sopravvivenza
- 1993 : Il tempo del ritorno : Giovanni
- 1994 : Ultimo confine
- 1996 : Festival : Leo Cordio
- 1998 : Femmina : Alberto
- 1998 : Elvjs e Merilijn : Ivan
- 1999 : Mozart è un assassino
- 2002 : Heaven : The Prosecutor
- 2002 : L'inverno : Sandro
- 2003 : Per sempre : Caizzi
- 2004 : Vanille et Chocolat (Vaniglia e cioccolato) : Mimì
- 2005 : Taxi Lovers : Anghelos
- 2008 : Emilia Galotti : Il Principe
- 2009 : La seconda famiglia : Giorgio
- 2011 : Boris - Il film : Sergio
- 2011 : Natalino : Alberto
- 2012 : Fulgenzio
- 2013 : Nuit Americhèn : Romano
- 2014 : Questione di Sguardi : Marco
- 2014 : Ways of Seeing : Marco

### À la télévision
- 1986 : La piovra 2 (série télévisée)
- 1987 : Lo scialo (feuilleton télévisé) : Neri
- 1988 : Guerra di spie (feuilleton télévisé) : (1988)
- 1989 : Classe di ferro (série télévisée) : Maurizio Mondi
- 1990 : Un bambino in fuga (série télévisée) : Astolfo
- 1990 : Il colore della vittoria (TV) : Antifascista
- 1991 : La ragnatela (feuilleton TV)
- 1991 : Un bambino in fuga - Tre anni dopo (série TV) : Astolfo
- 1993 : La ragnatela 2 (feuilleton TV)
- 1993 : I ragazzi del muretto (série TV) : Dottor Guido Cogliati
- 1998 : Cronaca nera (série TV)
- 1999 : Mio figlio ha 70 anni (TV) : Enzo
- 2002 : Valeria medico legale (série télévisée)
- 2002 : Cuore di donna (TV)
- 2004 : Le cinque giornate di Milano (TV)
- 2006 : Les Spécialistes : Investigation scientifique (R.I.S. - Delitti imperfetti) (série télévisée) : Fausto Cimbri
- 2006 : Papa Luciani - Il sorriso di Dio (TV) : Muccin
- 2009 : Romy (TV) : Lucchino Visconti
- 2007 : Boris (série télévisée) : Sergio
- 2011 : Rex, chien flic (Il commissario Rex) (série télévisée, 1 épisode) : l'avocat Grossi